# Martwe ptaki
Martwe ptaki (ang. Dead birds) – amerykański horror z 2004 nakręcony przez Alexa Turnera. W Stanach Zjednoczonych miał premierę 13 września 2004 roku.

## Obsada
- Patrick Fugit jako Sam
- Henry Thomas jako William
- Michael Shannon jako Clyde
- Mark Boone Junior jako Joseph
- Nicki Lynn Aycox jako Annebelle
- David Dwyer jako MacCready
- Muse Watson jako ojciec (nieżyjący gospodarz domu, zjawa)

## Opis fabuły
Stan Alabama, rok 1863. Grupa żołnierzy (złoczyńców, dezerterów) napada na miejscowy bank w Fairhope. Na miejscu zabijają pracowników i kradną złoto. Zamierzając uciec do Meksyku, planują spędzić noc w domu leżącym na opuszczonej wiele lat wcześniej farmie kukurydzy. Zbliża się noc, a uciekinierzy rozgaszczają się w przestronnym domu, penetrując każdy pokój i korytarz. Wraz z nastaniem nocy, w domu, jak i na całej farmie mają miejsce dziwne, z czasem coraz bardziej przerażające zjawiska. Żołnierze nie zdają sobie sprawy, że dom jest opanowany przez zjawy. Jednak z czasem doświadczają makabrycznych wizji, przedstawiających okrucieństwa jakie doznali członkowie rodziny. Sprawcą był farmer, który sam został zabity przez miejscowych ludzi. Powieszono go na krzyżu niczym stracha na wróble, wśród łanów kukurydzy. Od tamtej pory dom jest nawiedzony. Pełne gniewu dusze zabijają jednego po drugim. Pierwszy ginie Joseph, wciągnięty przez zjawę do studni, potem kolejni. Giną także konie, zabite i zmasakrowane w okrutny sposób. W końcu dwóch ostatnich złodziei ucieka w czasie burzy, przez pole kukurydzy. Ostatni zostaje nad ranem zabity przez gwardzistów.